# Ataque en Agua Prieta

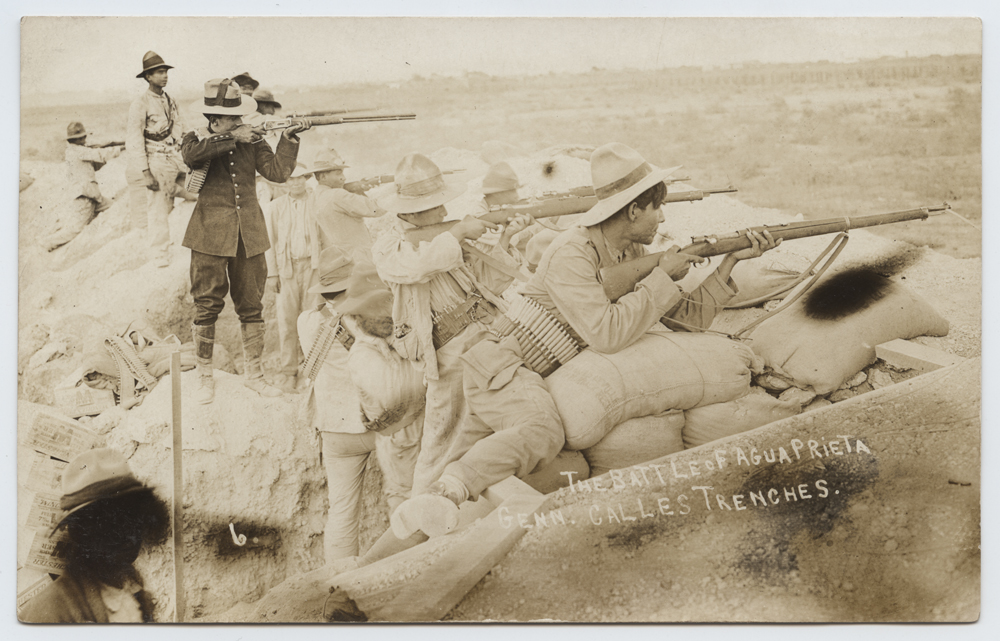
Fotografía tomada en la Batalla de Agua Prieta.

La batalla de Agua Prieta fue una acción militar ocurrida el 1 de noviembre de 1915 en las afueras de la ciudad de Agua Prieta, Sonora, entre los defensores dirigidos por Plutarco Elías Calles y los atacantes comandados por Pancho Villa.